# أنسيستورس: ذا هيومن كايند أوديسي
أنسيستورس: ذا هيومن كايند أوديسي (بالإنجليزية:Ancestors: The Humankind Odyssey)، هي لعبة فيديو من نوع بقاء، ستصدر اللعبة بتاريخ 27 أغسطس 2019، وستعمل على منصات بلاي ستيشن 4، إكس بوكس ون ومايكروسوفت ويندوز، حيث أن اللعبة تدعم اللغة العربية في متجر ستيم.

## معرض صور

ظهور إحدى التعليمات في اللعبة